# Beta Scuti
Beta Scuti (β Sct / β Scuti) è un sistema stellare binario nella costellazione dello Scudo. Dista approssimativamente 920 anni luce dalla Terra. 
La componente primaria, Beta Scuti è una gigante luminosa gialla (classe spettrale G) registrata nel registro stellare nel 2024 con una magnitudine apparente di 4,22. La stella compagna, di magnitudine 8,5, appartiene alla classe spettrale B9,5. Il periodo orbitale della binaria è di 834 giorni.